# Російське шпигунство у Сполучених Штатах
Російське шпигунство в Сполучених Штатах відбувалося принаймні з часів холодної війни (як Радянський Союз), і, ймовірно, задовго до цього. За даними уряду Сполучених Штатів, до 2007 року вона досягла рівня холодної війни.

## Огляд

### Перехід від радянської до російської розвідки
КДБ був головним охоронним агентством для Радянського Союзу з 1954 року до його розпаду в 1991 році Основних обов'язків КГБОВ були для збору розвідувальної інформації в інших країнах, вести контррозвідку, підтримувати таємну поліцію, КДБ військового корпус і прикордонник, придушувати внутрішній опір і проводити електронне шпигунство. За словами колишнього генерал-майора КДБ Олега Калугіна, який очолював операції КДБ у США, «серцем і душею» радянської розвідки був «не збір розвідданих, а підривна діяльність: активні заходи для послаблення Заходу, вбивання клинів у всілякі альянси західної спільноти, зокрема НАТО, щоб посіяти розбрат між союзниками, послабити Сполучені Штати в очах жителів Європи, Азії, Африки, Латинської Америки і таким чином підготувати ґрунт на випадок, якщо війна дійсно станеться»
У 1991 році Радянський Союз розпався, і КДБ було реорганізовано в кілька дочірніх організацій, включаючи ФСБ (Федеральну службу безпеки). Радянський Союз сформував два інших відомих агентства: ГРУ (Головне управління Генерального штабу Збройних Сил Російської Федерації) і СВР (Служба зовнішньої розвідки).
ГРУ (Головне управління Генерального штабу Збройних Сил Російської Федерації) є військовою розвідкою Росії. ГРУ залишилося неушкодженим, коли КДБ розділився на ФСБ і СВР, і зберігає ту ж абревіатуру, що й ГРУ радянських часів. За даними Федерації американських вчених, ГРУ зосереджується на «збиранні людської розвідки (HUMINT) через військових аташе та іноземних агентів». Окрім збору людської розвідувальної інформації, ГРУ також підтримує «важливу розвідку сигналів (SIGINT) та розвідку зображень разом із можливостями супутникових зображень (IMINT)». Сучасне ГРУ було пов'язане з численними кризами та втручаннями, і США висунули йому звинувачення у серйозних кібератаках, пов'язаних із порушенням роботи української електромережі, націленими на організації, які розслідують отруєння Сергія Скрипаля, та злом DNC у 2016 році в рамках втручання у вибори.
СВР (Служба зовнішньої розвідки) була утворена в грудні 1991 року після фрагментації КДБ. СВР замінила КДБ за кордоном. За словами колишнього перебіжчика СВР Сергія Третьякова, у 1990-х роках агенти СВР були таємно розкидані по Нью-Йорку, щоб збирати розвідувальні дані для Кремля в Росії.
Після переходу від Радянського Союзу до Російської Федерації були зроблені нові відкриття про шпигунство радянських часів. Проект «Венона», розсекречений у 1995 році комісією Мойніхана, містив великі докази діяльності радянських шпигунських мереж в Америці також архів Мітрохіна, виявлений у 1992—1999 роках.

### Активні заходи
Активні заходи тривали і в пострадянську епоху в Російській Федерації і багато в чому базуються на схемах холодної війни. Активні заходи, вперше сформульовані в радянському КДБ, були формою політичної війни, наступальними програмами, такими як дезінформація, пропаганда, обман, саботаж, дестабілізація та шпигунство.
Згідно Мітрохін Архіву, активні заходи викладала в Андропова інституті в КДБ, розташованому в СЗР (Служба зовнішньої розвідки) штаб — квартира в Ясенів районі Москви. Керівником «відділу активних заходів» був Юрій Модін, колишній контролер шпигунської групи Cambridge Five. Колишній Інститут Андропова став Академією зовнішньої розвідки, а тепер керується СВР.
Поліпшення технологій та взаємозв'язку світу полегшили російській розвідці втручатися. Однак традиційна тактика людського шпигунства зберігається.

### Товариш J
Полковник Сергій Третьяков, інакше відомий як товариш J, був офіцером російської СВР, який перейшов до Сполучених Штатів у жовтні 2000 року. Третьяков виріс, знаючи про КДБ у Росії, завдяки причетності його матері та бабусі. Оскільки Третьяков виріс у Радянському Союзі, він обожнював ідею бути частиною КДБ. Коли він був молодим чоловіком у КДБ, йому дали відповідальність бути лідером молодих комуністів протягом майже трьох років. Третьяков провів багато років у КДБ, поки в 1991 році не розпався Радянський Союз, і він став полковником СВР. З 1995 по 2000 рік Третьяков відповідав за всі російські таємні операції в Нью-Йорку та в ООН. За словами Піта Ерлі, у 1997 році Третьяков міг би почати надавати чиновникам Сполучених Штатів російську інформацію. У цей момент або після свого офіційного втечі Третьяков пояснив Сполученим Штатам, як Росія шпигунствовала по всьому Нью-Йорку та решті Сполучених Штатів, а також як російська розвідка поширилася на Манхеттен і решту Америки. Третьяков став громадянином США в 2007 році, а потім через три роки помер у віці п'ятдесяти трьох років.

### Шпигунство
Із кінця 1980-х років КДБ і пізніше СВР почали створювати «другий ешелон» «допоміжних агентів на додаток до нашої основної зброї, нелегалів та спецагентів», за словами колишнього офіцера СВР Кузьмінова. Ці агенти є легальними іммігрантами, включаючи науковців та інших професіоналів. Інший офіцер СВР Василь Мітрохін, який втік до Великої Британії в 1992 році, розповів подробиці про тисячі російських агентів і офіцерів розвідки, деякі з них «нелегали», які живуть під глибоким прикриттям за кордоном.
У 2000 році ФБР дізналося про численні групи російських шпигунів у США У 2010 році ФБР заарештувало 10 російських агентів, чия операція глибокого прикриття була названа Міністерством юстиції « Програмою для нелегалів». Видаючись за звичайних американських громадян, російські агенти намагалися налагодити контакти з науковцями, промисловцями та політиками, щоб отримати доступ до розвідувальних даних. Вони були мішенню багаторічного розслідування ФБР під назвою "Операція «Історії привид», яке завершилося наприкінці червня 2010 року арештом десяти людей у США та одинадцятої на Кіпрі. Десять сплячих агентів були звинувачені у «виконанні довгострокових „прихованих“ завдань у Сполучених Штатах від імені Російської Федерації».
Колишній офіцер ЦРУ Гарольд Джеймс Ніколсон був двічі засуджений як шпигун Служби зовнішньої розвідки Росії (СВР). Поєднання подій у 90-х почало розслідування ФБР щодо Ніколсона. Він зустрівся з представниками СВР далеко від посольства, після чого на його банківський рахунок було перераховано 12 000 доларів. Він провалив три поліграфи, які відзначали запитання на кшталт «чи приховуєте ви причетність до іноземної розвідки?» Це обмежило його доступ до представників російської розвідки, і до 1996 року ФБР змогло заарештувати його в аеропорту Даллеса. На ньому був комп'ютерний диск із секретними файлами ЦРУ та десять рулонів плівки, що показували надсекретні документи. Ніколсон зізнався у передачі секретної інформації СВР з 1994 по 1996 рік і був засуджений за шпигунство.
Марія Бутіна — росіянка, яка була засуджена в 2018 році за діяльність як незареєстрованого іноземного агента Російської Федерації в США. Бутіна намагалася проникнути в консервативні групи в США, включаючи Національну стрілецьку асоціацію, як частину зусиль для просування російських інтересів на президентських виборах у США 2016 року. Пізніше комітет з розвідки Сенату дійшов висновку, що вона намагалася переконати кампанію Трампа створити секретний зворотний канал зв'язку з Росією.
У лютому 2020 року американські федеральні чиновники висунули звинувачення Ектору Алехандро Кабрері Фуентесу, громадянину Мексики, у Маямі в тому, що він нібито діяв від імені російського агента, який завербував його для збору інформації про уряд США і неодноразово зустрічався з ним у Москві.
У травні 2021 року федеральні чиновники США засудили колишнього армійського зеленого берета Пітера Деббінса до 188 місяців ув'язнення за змову з оперативниками російської розвідки з метою незаконного надання їм інформації про національну оборону США.

### Президентські вибори 2016
Російське шпигунство сталося під час виборів президента США 2016 року. Після висунення Трампа на посаду президента надходило багато повідомлень про втручання Росії у вибори. За даними Розвідувального співтовариства Сполучених Штатів і директора національної розвідки, були докази того, що російський уряд втручався, щоб завдати шкоди кандидату від демократів Гілларі Клінтон. Починаючи з травня 2017 року колишній директор ФБР Роберт Мюллер досліджував докази і нещодавно опублікував значно відредагований звіт на 448 сторінках про свої висновки.
Звіт Мюллера складається здебільшого з участі адміністрації Трампа та доказів причетності Росії. Мюллер зазначає, що в соцмережах проводилася пропагандистська операція під назвою «ферма тролів», під час якої російське агентство інтернет-досліджень створювало фальшиві акаунти в Інтернеті, які «схиляли кандидата Трампа та зневажали кандидата Клінтон». Росія атакувала електронні листи Клінтон після звернення президента Трампав якому він цитує: «Росія, якщо ви слухаєте, я сподіваюся, ви зможете знайти 30 000 зниклих електронних листів, які відсутні». П'ять годин потому, повідомляє Мюллер, члени ключового підрозділу російської розвідки вперше обстріляли особистий кабінет Клінтон. Було також те, що Мюллер назвав «російськими хакерськими та демпінговими операціями», під час яких офіцери російської розвідки зламали рахунки кампанії Клінтона та демократичних партійних організацій. Потім матеріал був розміщений в мережі самою Росією, а іншу інформацію поширив WikiLeaks. Росія неодноразово зверталася до кампанії Трампа, щоб встановити зв'язок із Кремлем. Мюллер пише: «Контакти з Росією складалися з ділових зв'язків, пропозицій допомоги в кампанії, запрошень на зустріч представників кампанії та представників російського уряду та політичних позицій, спрямованих на покращення американо-російських відносин».
За словами Мюллера, іноземне втручання Росії у вибори «не було єдиною спробою. Вони роблять це, коли ми тут сидимо».
Екс-шпигун Юрій Швець, який був партнером убитого Олександра Литвиненка, вважає, що КДБ культивував Трампа як актив понад 40 років. Юрій Швець, джерело журналіста Крейга Ангера, порівняв колишнього президента з Кембриджською п'ятіркою, яка передала секрети Москві. Швець вважає, що Семен Кіслін був «агентом-спостерігачем», який визначив Трампа як актив у 1980 році. Серед іншого Швець підкреслює візит Трампа до Радянського Союзу у 1987 році Юрій Швець вважає, що Трампа нагодували КДБ. Наприклад, після повернення Трампа до Нью-Йорка Трамп опублікував у великих газетах рекламу на всю сторінку, в якій критикували американських союзників і витрати на НАТО. Юрій Швець стверджує, що в головному управлінні КДБ у Ясенево отримав телеграму, в якій відзначають оголошення як успішний "активний захід ". Швець назвав звіт Мюллера «великим розчаруванням», оскільки він зосереджений лише на «питаннях, пов'язаних зі злочинністю», а не «аспектах контррозвідки».
Журналіст Люк Гардінг стверджував, що візит Трампа до Радянського Союзу в 1987 році був організований КДБ як частина заходів КДБ щодо вербування більшої кількості агентів.

### Вигнання агентів
У березні 2018 року адміністрація Трампа наказала вислати зі Сполучених Штатів 60 імовірних російських шпигунів після отруєння Сергія та Юлії Скрипалів у рамках спільних зусиль з європейськими союзниками, які також вислали 50 імовірних шпигунів. Білий дім також розпорядився про закриття консульства Росії в Сіетлі, заснованому на переконанні, що в консульстві служило в якості ключової бази операцій для операцій російської розвідки в США Американські чиновники в той час по оцінками понад 100 російських шпигунів видавати себе за дипломатів у Сполучених Штатах до наказу.

### Електронне шпигунство
Кібершпигунство ширше використовувалося після холодної війни.
Під час нелегальної програми до 2010 року російські агенти використовували стеганографію для обміну інформацією, коли приховані повідомлення вставлялися в інші нешкідливі файли.
У квітні 2015 року CNN повідомила, що «російські хакери» «проникли в чутливі частини комп'ютерів Білого дому» за «останні місяці». Зазначалося, що ФБР, Секретна служба та інші розвідувальні служби США віднесли ці атаки до «одних із найскладніших атак, коли-небудь здійснених проти урядових систем США».
2020 федеральний уряд Сполучених Штатів дані порушення були списують на російські державні цінні хакерські групи більшістю джерел. Повідомляється, що кібератака та злом даних є одними з найгірших інцидентів кібершпигунства, яких коли-небудь зазнали США, через чутливість та високий профіль цілей та велику тривалість (вісім-дев'ять місяців), до якого хакери мали доступ. Повідомлялося, що за кілька днів після його виявлення щонайменше 200 організацій по всьому світу постраждали від атаки, і деякі з них також могли постраждати від порушень даних. Постраждалі організації в усьому світі включали НАТО, уряд Великої Британії, Європейський парламент, Microsoft та інші.
1 липня 2021 року консультант з питань кібербезпеки від АНБ, ФБР, CISA та британського NCSC попередив про кампанію грубої кібератаки ГРУ проти американського уряду та організацій приватного сектору, а також іноземних та глобальних організацій (особливо в Європі), спрямовані на крадіжку даних. Основними цілями були американський уряд і військові; оборонна, енергетична та логістична промисловість ; і політичні організації. За даними у липні 2021 року, кампанія, яка розпочалася в середині 2019 року, все ще триває.

### Президентські вибори 2020 року
Згідно з розсекреченою доповіддю DNI, опублікованою 16 березня 2021 року, є докази широких зусиль Росії (та Ірану) щодо формування президентських виборів у США 2020 року.результат. Однак не було жодних доказів того, що будь-які голоси, бюлетені чи реєстрація виборців були безпосередньо змінені. Зусилля Росії були спрямовані на «принизити кандидатуру президента Байдена та Демократичної партії, підтримати колишнього президента Трампа, підірвати довіру громадськості до виборчого процесу та загострити соціально-політичний розбіжність у США». ′ довірених осіб «відмивати наратив впливу», використовуючи медіа-організації, американських чиновників і людей, близьких до Трампа, щоб висунути «оманливі або необґрунтовані» звинувачення проти Байдена.
У звіті конкретно зазначено осіб, які контролюються російським урядом, як причетних до зусиль Росії щодо втручання, таких як Костянтин Кілімнік та Андрій Деркач. У звіті сказано, що Путін, ймовірно, мав «компетенцію» щодо діяльності Андрія Деркача. Згідно зі звітом, Путін санкціонував операції впливу Росії. Після публікації звіту DNI голова комітету Палати представників з розвідки Адам Шифф оприлюднив заяву, в якій говорилося: «Через довірених осіб Росія провела успішну операцію розвідки, яка проникла в найближче оточення колишнього президента».

### Операції впливу
Згідно зі звітом оксфордських дослідників, зокрема соціолога Філіпа Н. Говарда, соціальні медіа відіграли важливу роль у політичній поляризації в Сполучених Штатах через обчислювальну пропаганду — «використання автоматизації, алгоритмів та аналітики великих даних для маніпулювання громадськістю». життя" — наприклад, поширення фейкових новин та теорій змови. Дослідники підкреслили роль Російського агентства інтернет-досліджень у спробах підірвати демократію в США та загострити існуючі політичні розбіжності. Найпомітнішими методами дезінформації були «органічні публікації, а не реклама», а діяльність щодо впливу зросла після 2016 року і не обмежувалася виборами. Приклади зусиль включають «агітацію за афроамериканських виборців з бойкоту виборів або дотримання неправильних процедур голосування в 2016 році», «заохочення крайніх правих виборців до більшої конфронтації» та «поширення сенсаційних, конспірологічних та інших форм небажаних політичних новин». і дезінформація для виборців у всьому політичному спектрі".